# 林躍
林躍（1991年7月24日—），廣東潮州人，中國男子跳水運動員。

## 生涯
林躍年輕時開始接觸跳水，在1995年至1997年在廣東省潮州市體育學校受訓，教練員是李煥森。隨後的5年，他加入廣東省偉倫體育學校，教練員為曹科。2004年，他入選北京跳水隊。
2005年時約14歲之齡入選國家跳水隊，教練為劉犇，現時教練為鐘少珍，並於同年的東亞運動會贏得男子單人10米高台小項的金牌。隨後的全國跳水錦標賽中，林躍取得冠軍。而在年尾中，林躍在國際泳聯跳水大獎賽西班牙站贏得男子雙人與單人兩個小項的冠軍，並在之後的總決賽得到季軍。
翌年，林躍成為全國跳水冠軍賽男子10米跳台小項的冠軍得主，又於國際泳聯跳水大獎賽加拿大站及珠海站奪得男子單人與雙人小項的冠軍。多哈亞運中，林躍奪得男子3米跳板金牌，並和火亮贏得男子10米高台小項的金牌。
2007年，林躍在墨爾本的世界游泳錦標賽中的10米台小項，比周呂鑫低分，只取得銅牌。但林躍亦跟拍擋火亮在錦標賽做出完美的跳水動作，雙雙獲得2007年世界游泳錦標賽的男子雙人10米高台跳水金牌。同年的珠海站跳水賽，他與火亮奪得男子10米跳台小項的金牌。
2008年北京奧運會，與拍擋火亮雙雙奪得10米高台跳水金牌。
2009年世界游泳錦標賽，與拍擋火亮衛冕10米高台跳水金牌，這是該項目首次成功衛冕的組合。
2009年十一運會 與曹緣代表北京奪得雙人10米跳台金牌。
2012年，林跃代表中国出戰英國倫敦舉行的奥林匹克运动会跳水比賽男子10米高臺賽事由于决赛第四跳109C动作出现失误只得到68.45分，最终以527.3分与奖牌无缘只获得第六名。
2015年世界游泳錦標賽，林跃搭档陈艾森以495.72分获得男子双人10米高台跳水冠军。
2016年里约热内卢奥运会双人跳水比赛中，林跃搭档陈艾森再次获得男子双人10米高台跳水冠军。

## 外部連結
- 林躍的新浪微博